# ليما (مقاطعة بيبين)
ليما، مقاطعة بيبين (بالإنجليزية: Lima, Pepin County, Wisconsin)‏ هي بلدة تقع بولاية ويسكونسن في الولايات المتحدة. تبلغ مساحتها 93 (كم²)، وترتفع عن سطح البحر 272 م، بلغ عدد سكانها 716 نسمة في عام 2000 حسب إحصاء مكتب تعداد الولايات المتحدة وتصل الكثافة السكانية فيها 7.7 نسمة/كم2.

## وصلات خارجية
- The US50 - Cities and Towns in Wisconsin State
- Wisconsin Cities and Towns, Facts, Map, Flag, Colleges, Government, and More